# 弗朗什韦勒
弗朗什韦勒（法語：Franchevelle，法語發音：[fʁɑ̃ʃvɛl]）是法国上索恩省的一个市镇，属于吕尔区。

## 地理
弗朗什韦勒（47°44'25"N, 6°27'40"E）面积10.42 平方千米，位于法国勃艮第-弗朗什-孔泰大區上索恩省，该省份为法国东部内陆省份，北起顺时针与孚日省、贝尔福地区省、杜省、汝拉省、科多尔省和上马恩省接壤。
与弗朗什韦勒接壤的市镇（或旧市镇、城区）包括：吕尔、凯尔、里尼奥韦勒、圣日耳曼。

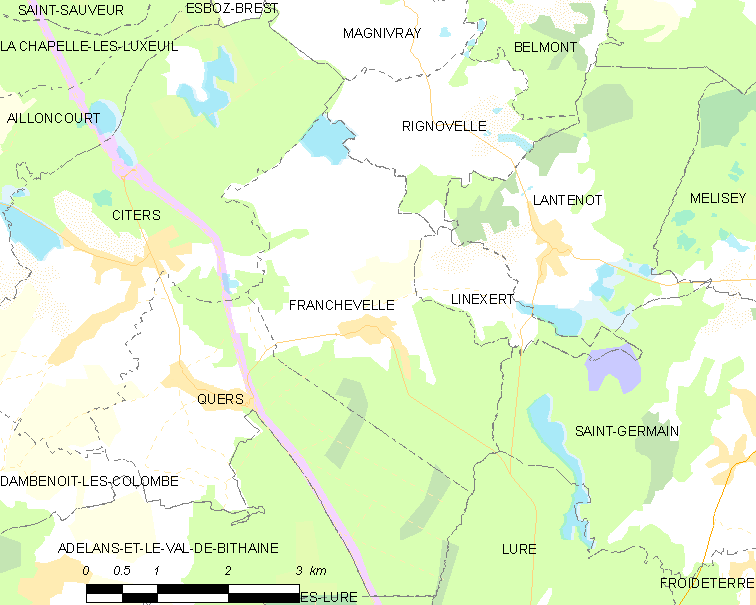
弗朗什韦勒的OSM定位图

弗朗什韦勒的时区为UTC+01:00、UTC+02:00（夏令时）。

## 行政
弗朗什韦勒的邮政编码为70200，INSEE市镇编码为70250。

## 政治
弗朗什韦勒所属的省级选区为吕尔第一县。

## 人口

1962-2008年间弗朗什韦勒人口变化图示

弗朗什韦勒于2022年1月1日时的人口数量为486人。